# Brevipalpus mcgregori
Brevipalpus mcgregori är en spindeldjursart som beskrevs av Baker 1949. Brevipalpus mcgregori ingår i släktet Brevipalpus och familjen Tenuipalpidae. Inga underarter finns listade.